# Musaranya de Somàlia
La musaranya de Somàlia (Crocidura somalica) és una espècie de mamífer eulipotifle de la família de les musaranyes (Soricidae)
que viu a Etiòpia, Mali, el Sudan i, possiblement també, Somàlia.